# Verlag Schnelle
Der Verlag Schnelle mit Sitz in Quickborn bei Hamburg gab von 1960 bis 1970 Arbeiten zu den Themen Kybernetik, Architektur und Organisationsentwicklung heraus.

## Geschichte
Eberhard Schnelle und sein Bruder Wolfgang Schnelle gründeten den Verlag Schnelle im Rahmen ihrer Beratungstätigkeiten, um zum Zwecke der Akquisition über Bürobauplanungen publizieren zu können. Die Rechtsform und Firmierung lautete: Kommanditgesellschaft Eberhard und Wolfgang Schnelle GmbH & Co., Quickborn bei Hamburg. Der Verlag war Mitglied im Börsenverein des Deutschen Buchhandels.
Ein wichtiger Impuls, den Verlag auf die Kybernetik auszudehnen, ging um 1959 von Helmar Frank aus. Bereits 1960 erschien das Heft 1 der Grundlagenstudien aus Kybernetik und Geisteswissenschaften. Das Periodikum wurde herausgegeben von Max Bense, Felix von Cube, Gerhard Eichhorn, Helmar Frank, Gotthard Günther, Abraham Moles und Elisabeth Walther. In 2008 ist in der Herausgeberschaft von Helmar G. Frank und Manfred Wettler der 49. Band erschienen.
Parallel zur Kybernetik und zugleich mit ihr verhaftet wurden Themen zur Informationstheorie und Informationsästhetik behandelt. Letzteres Fachgebiet wurde innerhalb des Verlages vor allem von Kurd Alsleben betreut. 
Wie aus der Bibliographie ersichtlich, konzentriert sich die Hochphase des Verlages auf die Jahre zwischen 1964 und 1967, in denen neben anderen grundlegenden Werken auch zwei Lexika zur Kybernetik verlegt wurden. 
Der Mathematiker Hermann Stever, Professor an der Universität Koblenz-Landau und Leiter der Arbeitsgruppe Bildungsinformatik, bezeichnet in seiner Rückschau den damaligen Verlag als ein zeitweiliges Zentrum der Kybernetik in der Bundesrepublik. Im Kreis von Experten, deren Kenntnisse der Moderation bis in ihre Anfangsjahre zurückgehen, herrscht das Urteil vor, dass die Grundlagen für diese Methode innerhalb der kurzen, aber außergewöhnlichen Verlagstätigkeit geschaffen wurden. 
Für dieses Urteil werden drei Kriterien genannt:
1. Durch den intensiven Einfluss der Informationsästhetik sind Techniken der Visualisierung und der optischen Rhetorik entwickelt worden, die bis heute Bestand haben.
2. Die Informationstheorie hat das Verständnis für gruppendynamische Prozesse aufgedeckt und umfänglich beschrieben.
3. Aus der Kybernetik sind die wesentlichen Paradigmen einer Moderation und somit des kommunikativen Handelns abgeleitet, nämlich
- Entscheidungsfindung durch Konsens
- Wertschätzung aller Gruppenmitglieder
- Positives Feedback
- Prioritäten setzen (Zeitmanagement)
- Emergenz gemeinsamer Leistungen.

## Bibliographie

### Bücher
1961
- Kurd Alsleben, Erhard Büttner, Claus W. Hess, Wolfgang Schnelle, Curt Siegel, Rudolf Wonneberg: Bürohaus als Großraum. Büroneubau der C. F. Boehringer & Soehne GmbH, Mannheim. Zielsetzung, Planung und Erfahrung.
- Hermann Schmidt: Denkschrift zur Gründung eines Instituts für Regelungstechnik. 2. Auflage. Erstmals Berlin 1941.

1962
- Kurd Alsleben: Aesthetische Redundanz. Abhandlungen über die artistischen Mittel der bildenden Kunst.
- Rul Gunzenhäuser: Ästhetisches Maß und ästhetische Information. Einführung in die Theorie G.(eorg) D.(avid) Birkhoffs und die Redundanztheorie ästhetischer Prozesse.

1963
- Kurd Alsleben, Helmar Frank u. a.: Kybernetik und Organisation. Gesammelte Vorträge des Quickborner Symposions.
- Kurd Alsleben u. a.: Sprache und Schrift im Zeitalter der Kybernetik.
- C. Passow und Eberhard Schnelle: Einführung in die Kybernetik für Wirtschaft und Industrie.

1964
- Andrea Müller (Hrsg.): Lexikon der Kybernetik.
- Eberhard Schnelle, Alfons Wankum: Architekt und Organisator.

1965
- Claus W. Hess, M. von Eynern: bürobau mit blick in die zukunft. Bericht über Connecticut Life Insurance Co. Bloomfield, Conn. USA.
- M. Hitz (Hrsg.): Praxis und Perspektiven des Programmierten Unterrichts.
- Harald Riedel: Empirische Untersuchungen zur kybernetischen Pädagogik. Versuche über die Altersabhängigkeit informationspsychologischer Parameter als Beitrag zur kybernetischen Pädagogik.
- Hermann Schmidt: Die anthropologische Bedeutung der Kybernetik.

1966
- Kurd Alsleben, Wolfgang Wehrstedt: Praxeologie. Acht Beiträge zur Einführung in die Wissenschaft vom leistungsfähigen Handeln aus dem Forschungszentrum für allgemeine Probleme der Arbeitsorganisation in Warschau.
- Ludwig Englert, Helmar Frank, Hans Schiefele, Herbert Stachowiak (Hrsg.): Lexikon der kybernetische Pädagogik und der Programmierten Instruktion.
- Cord Passow: Einführung in die Kybernetik für Wirtschaft und Industrie.
- Eberhard Schnelle: Wege zur Lösung komplexer Aufgaben in großen Organisationen.

1967
- Praxis und Perspektiven des programmierten Unterrichts. Bd. II. Referate des 5. Symposions über Lehrmaschinen.
- K. Ackermann: Gesamtwirtschaftliche Stabilität bei individueller Entscheidungsfreiheit.
- Felix von Cube, Rul Gunzenhäuser: Über die Entropie von Gruppen. Eine informationstheoretische Maßbestimmung zur Untersuchung sozialer Gruppenstrukturen.
- Manfred Kiemle: Ästhetische Probleme der Architektur unter dem Aspekt der Informationsästhetik.
- Harald Riedel: Psychostruktur.
- Curt Siegel, Carl Solf: Bürobaukosten. Untersuchung über die Wirtschaftlichkeit von Büro- und Verwaltungskosten.

1968
- P. Bendixen, E. Schnelle, W. H. Staehle: Die Evolution des Managements. Neue Wege des Methoden- und Verhaltenstrainings für Entscheider in konkreten Problemen und Konflikten.
- Ottomar Gottschalk: Flexible Verwaltungsbauten. Planung, Funktionen, Flächen, Ausbau, Einrichtung, Kosten, Beispiele.

1969
- Johannes Holschneider: Schlüsselbegriffe der Architektur und Stadtbaukunst. Eine Bedeutungsanalyse.

1970
- Klaus Weltner: Informationstheorie und Erziehungswissenschaft.

1971
- Eduard Friedrich Wilhelm Pflüger: Die teleologische Mechanik der Natur. Reprint Cohen & Sohn, Bonn 1877.

### Periodika
- Zeitschrift Grundlagenstudien aus Kybernetik und Geisteswissenschaft. (ISSN 0723-4899) Herausgeber: Max Bense, Felix von Cube, Gerhard Eichhorn, Helmar Frank, Gotthard Günther, Abraham Moles, Elisabeth Walther. Erscheinungsweise: Vier Hefte bilden einen Jahresband, zusätzlich ein Beiheft, erstmals 1960. Die Zeitschrift erscheint mit Stand von 2007 im 48. Jahrgang im Paderborner Institut für Kybernetik mit dem Untertitel Humankybernetik und der Spezifizierung Internationale Zeitschrift für Modellierung und Mathematisierung in den Humanwissenschaften.
- Kommunikation. Zeitschrift für Planung und Organisation (in komplexen Systemen). Schriftleitung: Nikolaus Piontek, Michael K. Nathan und Eckhard Miketta. Gestaltung und Typographie: Alfons Wankum. Erscheinungsweise: Vier Hefte jährlich, erstmals 1965, vermutlich nur bis 1970.